# Брётен (Хойерсверда)

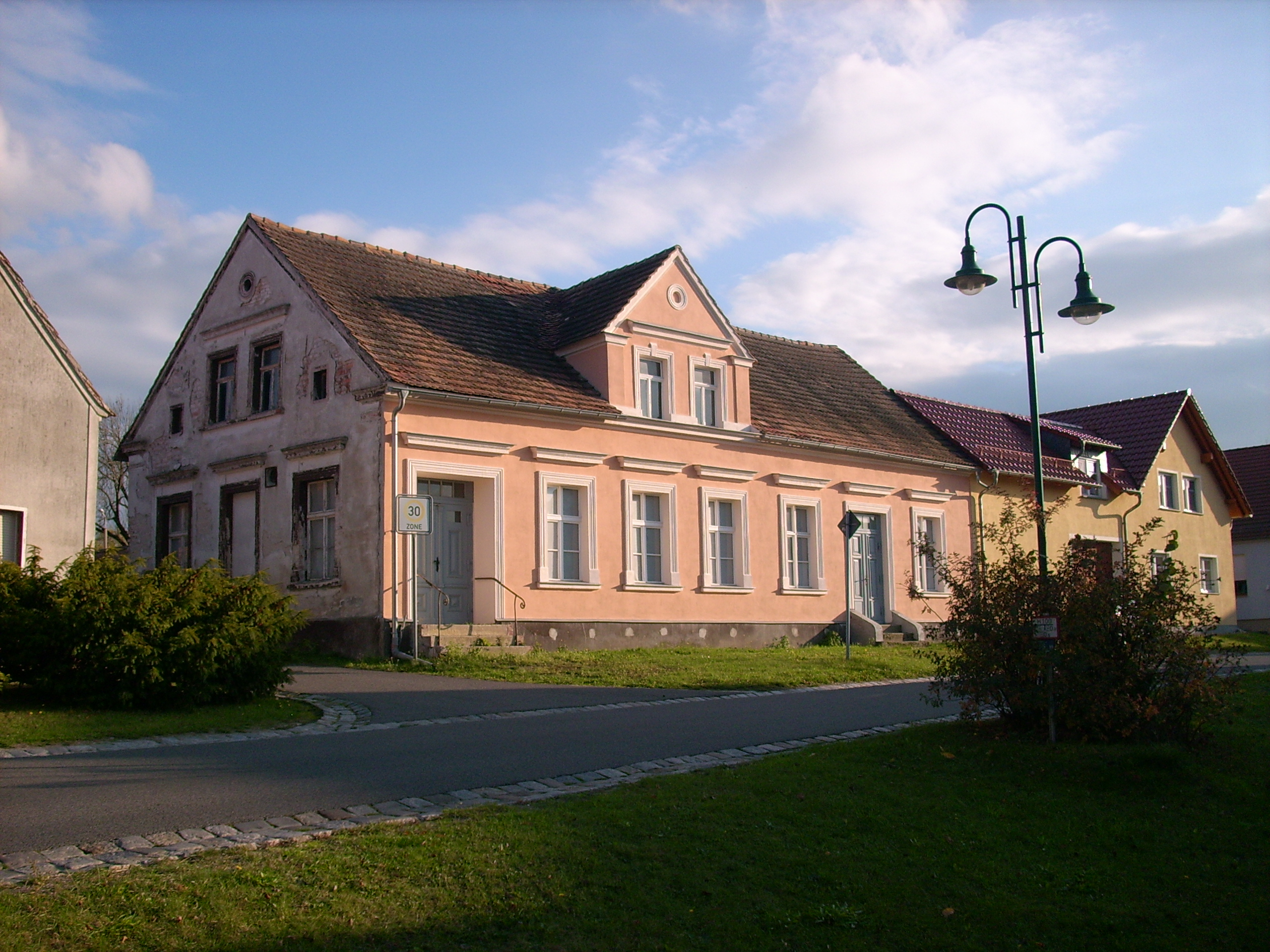

Брётен или Бре́тня (нем. Bröthen; в.-луж. Brětnja) — один из двух сельских населённых пунктов района Брётен-Михалкен Хойерсверды, район Баутцен, федеральная земля Саксония, Германия.

## География
Населённый пункт находится в Лужицком озёрном краю на западе от Хойерсверды. На юге от деревни начинается обширный лесной массив, простирающийся до Дубринга (Дубренк, в городских границах Виттихенау), часть которого занимает биосферный заповедник «Дубрингер-Мор». На севере от деревни проходит железнодорожная линия Венглинец — Фалькенберг (участок Хойерсверда — Ниски) и на юге — автомобильная дорога B97.
На северо-западе от деревни расположен холм Штайнберг высотой 156 метров, около которого находится каменоломня «Steinbruch Schwarzkollm Natursteinwerke Weiland» по добыче гранодиорита, основанная в 1882 году.
Соседние населённые пункты: на востоке — Хойерсверда, на юго-востоке — деревня Дёргенхаузен (Немцы, в городских границах Хойерсверды), на юге — деревня Михалкен (Михалки, район Брётен-Михалкен Хойерсверды), на западе — деревня Шварцколльм (Чорны-Холмц, в городских границах Хойерсверды).

## История
Впервые упоминается в 1401 году под наименованием «Pritthun». После Венского конгресса деревня перешла в 1815 году в состав Прусского королевства, где до июля 1945 года находилась в административном округе Лигниц. В 1950 году была образована коммуна Брётен-Михалкен района Хойерсверда, которая 1 июля 1993 года была включена в границы Хойерсверды в статусе городского района.
В настоящее время деревня входит в состав культурно-территориальной автономии «Лужицкая поселенческая область», на территории которой действуют законодательные акты земель Саксонии и Бранденбурга, содействующие сохранению лужицких языков и культуры лужичан.
Исторические немецкие наименования:
- Pritthun, 1401
- Brittin, 1568
- Brethen, 1590
- Brettin, Bröttin, 1635
- Briten, 1744
- Brathen, 1746
- Bröthen, 1759

## Население
Официальным языком в населённом пункте, помимо немецкого, является также верхнелужицкий язык.
Согласно статистическому сочинению «Dodawki k statisticy a etnografiji łužickich Serbow» Арношта Муки в 1884 году в деревне проживало 333 жителей (из них — 321 лужичан (96 %)).
Лужицкий демограф Арношт Черник в своём сочинении «Die Entwicklung der sorbischen Bevölkerung» указывает, что в 1956 году при общей численности в 1141 жителей серболужицкое население деревни составляло 38,1 % (из них 316 взрослых владели активно верхнелужицким языком, 26 взрослых — пассивно; 93 несовершеннолетних свободно владели языком).
| 1777 | 1825 | 1871 | 1885 | 1905 | 1925 | 1939 | 1946 | 1950 | 1964 | 1990 |
| ---- | ---- | ---- | ---- | ---- | ---- | ---- | ---- | ---- | ---- | ---- |
| 35   | 222  | 279  | 304  | 505  | 734  | 853  | 842  | 1127 | 1065 | 894  |